# 14e étape du Tour de France 2022
Pour un article plus général, voir Tour de France 2022.
La 14e étape du Tour de France 2022 se déroule le samedi 16 juillet 2022 entre Saint-Étienne et Mende, sur une distance de 192,5 kilomètres.

## Parcours
Direction Firminy et cap soutenu au sud-ouest dès le départ de cette étape accidentée de 192,5 km qui passe rapidement dans le département de la Haute-Loire où est gravie la première côte de Saint-Just-Malmont (7,7 km à 3,9 %) en 3e catégorie, suivie 20 km plus loin par la côte de Châtaignier (2,6 km à 7,3 %) avant le sprint de la sous-préfecture Yssingeaux au km 59,7. C'est l'accalmie dans le parcours avant d'atteindre Le Puy-en-Velay où s'amorce une longue montée non prise en compte dans le Grand Prix de la montagne. Après l'entrée en Lozère au km 120, la route va dépasser allégrement l'altitude de 1 000 m sur les hauts plateaux du Gévaudan avec la côte de Grandrieu (6,3 km à 4,1 %) en 3e catégorie puis 27 km plus loin la côte de la Fage (4,2 km à  6%) également en 3e catégorie puis la dernière difficulté 1,5 km avant l'arrivée à Mende par la courte mais sévère côte de la Croix Neuve (3 km à 10,2 %) en deuxième catégorie.

## Résultats

### Classement de l'étape
| Classement de la 14e étape | Classement de la 14e étape | Classement de la 14e étape | Classement de la 14e étape         | Classement de la 14e étape |
|                            | Coureur                    | Pays                       | Équipe                             | Temps                      |
| -------------------------- | -------------------------- | -------------------------- | ---------------------------------- | -------------------------- |
| 1er                        | Michael Matthews           | Australie                  | Team BikeExchange-Jayco            | en 4 h 30 min 53 s         |
| 2e                         | Alberto Bettiol            | Italie                     | EF Education-EasyPost              | + 15 s                     |
| 3e                         | Thibaut Pinot              | France                     | Groupama-FDJ                       | + 34 s                     |
| 4e                         | Marc Soler                 | Espagne                    | UAE Team Emirates                  | + 50 s                     |
| 5e                         | Patrick Konrad             | Autriche                   | Bora-Hansgrohe                     | + 58 s                     |
| 6e                         | Jakob Fuglsang             | Danemark                   | Israel-Premier Tech                | + 58 s                     |
| 7e                         | Felix Großschartner        | Autriche                   | Bora-Hansgrohe                     | + 1 min 6 s                |
| 8e                         | Lennard Kämna              | Allemagne                  | Bora-Hansgrohe                     | + 1 min 12 s               |
| 9e                         | Simon Geschke              | Allemagne                  | Cofidis                            | + 1 min 12 s               |
| 10e                        | Louis Meintjes             | Afrique du Sud             | Intermarché-Wanty-Gobert Matériaux | + 1 min 12 s               |
| modifier                   |                            |                            |                                    |                            |

### Bonifications en temps
|   | Coureur          | Pays      | Équipe                  | Secondes |
| - | ---------------- | --------- | ----------------------- | -------- |
| 1 | Michael Matthews | Australie | Team BikeExchange-Jayco | 10 s     |
| 2 | Alberto Bettiol  | Italie    | EF Education-EasyPost   | 6 s      |
| 3 | Thibaut Pinot    | France    | Groupama-FDJ            | 4 s      |

### Points attribués
| Sprint intermédiaire Yssingeaux (km 50,7) | Sprint intermédiaire Yssingeaux (km 50,7) | Sprint intermédiaire Yssingeaux (km 50,7) | Sprint intermédiaire Yssingeaux (km 50,7) | Sprint intermédiaire Yssingeaux (km 50,7) |
| ----------------------------------------- | ----------------------------------------- | ----------------------------------------- | ----------------------------------------- | ----------------------------------------- |
|                                           | Coureur                                   | Pays                                      | Équipe                                    | Point(s)                                  |
| 1er                                       | Michael Matthews                          | Australie                                 | Team BikeExchange-Jayco                   | 20                                        |
| 2e                                        | Krists Neilands                           | Lettonie                                  | Israel-Premier Tech                       | 17                                        |
| 3e                                        | Felix Großschartner                       | Autriche                                  | Bora-Hansgrohe                            | 15                                        |
| 4e                                        | Stefan Küng                               | Suisse                                    | Groupama-FDJ                              | 13                                        |
| 5e                                        | Luis León Sánchez                         | Espagne                                   | Bahrain Victorious                        | 11                                        |
| 6e                                        | Andreas Kron                              | Danemark                                  | Lotto-Soudal                              | 10                                        |
| 7e                                        | Neilson Powless                           | États-Unis                                | EF Education-EasyPost                     | 9                                         |
| 8e                                        | Thibaut Pinot                             | France                                    | Groupama-FDJ                              | 8                                         |
| 9e                                        | Louis Meintjes                            | Afrique du Sud                            | Intermarché-Wanty-Gobert Matériaux        | 7                                         |
| 10e                                       | Rigoberto Urán                            | Colombie                                  | EF Education-EasyPost                     | 6                                         |
| 11e                                       | Benoît Cosnefroy                          | France                                    | AG2R Citroën                              | 5                                         |
| 12e                                       | Simon Geschke                             | Allemagne                                 | Cofidis                                   | 4                                         |
| 13e                                       | Lennard Kämna                             | Allemagne                                 | Bora-Hansgrohe                            | 3                                         |
| 14e                                       | Daniel Martínez                           | Colombie                                  | Ineos Grenadiers                          | 2                                         |
| 15e                                       | Michael Woods                             | Canada                                    | Israel-Premier Tech                       | 1                                         |
| modifier                                  |                                           |                                           |                                           |                                           |

| Arrivée d'étape Mende (km 192,5) | Arrivée d'étape Mende (km 192,5) | Arrivée d'étape Mende (km 192,5) | Arrivée d'étape Mende (km 192,5)   | Arrivée d'étape Mende (km 192,5) |
| -------------------------------- | -------------------------------- | -------------------------------- | ---------------------------------- | -------------------------------- |
|                                  | Coureur                          | Pays                             | Équipe                             | Point(s)                         |
| 1er                              | Michael Matthews                 | Australie                        | Team BikeExchange-Jayco            | 30                               |
| 2e                               | Alberto Bettiol                  | Italie                           | EF Education-EasyPost              | 25                               |
| 3e                               | Thibaut Pinot                    | France                           | Groupama-FDJ                       | 22                               |
| 4e                               | Marc Soler                       | Espagne                          | UAE Team Emirates                  | 19                               |
| 5e                               | Patrick Konrad                   | Autriche                         | Bora-Hansgrohe                     | 17                               |
| 6e                               | Jakob Fuglsang                   | Danemark                         | Israel-Premier Tech                | 15                               |
| 7e                               | Felix Großschartner              | Autriche                         | Bora-Hansgrohe                     | 13                               |
| 8e                               | Lennard Kämna                    | Allemagne                        | Bora-Hansgrohe                     | 11                               |
| 9e                               | Simon Geschke                    | Allemagne                        | Cofidis                            | 9                                |
| 10e                              | Louis Meintjes                   | Afrique du Sud                   | Intermarché-Wanty-Gobert Matériaux | 7                                |
| 11e                              | Rigoberto Urán                   | Colombie                         | EF Education-EasyPost              | 6                                |
| 12e                              | Luis León Sánchez                | Espagne                          | Bahrain Victorious                 | 5                                |
| 13e                              | Andreas Kron                     | Danemark                         | Lotto-Soudal                       | 4                                |
| 14e                              | Gregor Mühlberger                | Autriche                         | Movistar                           | 3                                |
| 15e                              | Franck Bonnamour                 | France                           | B&B Hotels-KTM                     | 2                                |
| modifier                         |                                  |                                  |                                    |                                  |

### Cols et côtes
| Côte de Saint-Just-Malmont (km 14,2) 3e catégorie (7,7 km à 3,9 %) | Côte de Saint-Just-Malmont (km 14,2) 3e catégorie (7,7 km à 3,9 %) | Côte de Saint-Just-Malmont (km 14,2) 3e catégorie (7,7 km à 3,9 %) | Côte de Saint-Just-Malmont (km 14,2) 3e catégorie (7,7 km à 3,9 %) | Côte de Saint-Just-Malmont (km 14,2) 3e catégorie (7,7 km à 3,9 %) |
| ------------------------------------------------------------------ | ------------------------------------------------------------------ | ------------------------------------------------------------------ | ------------------------------------------------------------------ | ------------------------------------------------------------------ |
|                                                                    | Coureur                                                            | Pays                                                               | Équipe                                                             | Point(s)                                                           |
| 1er                                                                | Neilson Powless                                                    | États-Unis                                                         | EF Education-EasyPost                                              | 2                                                                  |
| 2e                                                                 | Christopher Juul Jensen                                            | Danemark                                                           | Team BikeExchange-Jayco                                            | 1                                                                  |
| modifier                                                           |                                                                    |                                                                    |                                                                    |                                                                    |

| Côte de Châtaignier (km 39,1) 3e catégorie (2,6 km à 7,3 %) | Côte de Châtaignier (km 39,1) 3e catégorie (2,6 km à 7,3 %) | Côte de Châtaignier (km 39,1) 3e catégorie (2,6 km à 7,3 %) | Côte de Châtaignier (km 39,1) 3e catégorie (2,6 km à 7,3 %) | Côte de Châtaignier (km 39,1) 3e catégorie (2,6 km à 7,3 %) |
| ----------------------------------------------------------- | ----------------------------------------------------------- | ----------------------------------------------------------- | ----------------------------------------------------------- | ----------------------------------------------------------- |
|                                                             | Coureur                                                     | Pays                                                        | Équipe                                                      | Point(s)                                                    |
| 1er                                                         | Quinn Simmons                                               | États-Unis                                                  | Trek-Segafredo                                              | 2                                                           |
| 2e                                                          | Simon Geschke                                               | Allemagne                                                   | Cofidis                                                     | 1                                                           |
| modifier                                                    |                                                             |                                                             |                                                             |                                                             |

| Côte de Grandrieu (km 135,3) 3e catégorie (6,3 km à 4,1 %) | Côte de Grandrieu (km 135,3) 3e catégorie (6,3 km à 4,1 %) | Côte de Grandrieu (km 135,3) 3e catégorie (6,3 km à 4,1 %) | Côte de Grandrieu (km 135,3) 3e catégorie (6,3 km à 4,1 %) | Côte de Grandrieu (km 135,3) 3e catégorie (6,3 km à 4,1 %) |
| ---------------------------------------------------------- | ---------------------------------------------------------- | ---------------------------------------------------------- | ---------------------------------------------------------- | ---------------------------------------------------------- |
|                                                            | Coureur                                                    | Pays                                                       | Équipe                                                     | Point(s)                                                   |
| 1er                                                        | Simon Geschke                                              | Allemagne                                                  | Cofidis                                                    | 2                                                          |
| 2e                                                         | Quinn Simmons                                              | États-Unis                                                 | Trek-Segafredo                                             | 1                                                          |
| modifier                                                   |                                                            |                                                            |                                                            |                                                            |

| Côte de la Fage (km 162,1) 3e catégorie (4,2 km à 6,0 %) | Côte de la Fage (km 162,1) 3e catégorie (4,2 km à 6,0 %) | Côte de la Fage (km 162,1) 3e catégorie (4,2 km à 6,0 %) | Côte de la Fage (km 162,1) 3e catégorie (4,2 km à 6,0 %) | Côte de la Fage (km 162,1) 3e catégorie (4,2 km à 6,0 %) |
| -------------------------------------------------------- | -------------------------------------------------------- | -------------------------------------------------------- | -------------------------------------------------------- | -------------------------------------------------------- |
|                                                          | Coureur                                                  | Pays                                                     | Équipe                                                   | Point(s)                                                 |
| 1er                                                      | Michael Matthews                                         | Australie                                                | Team BikeExchange-Jayco                                  | 2                                                        |
| 2e                                                       | Felix Großschartner                                      | Autriche                                                 | Bora-Hansgrohe                                           | 1                                                        |
| modifier                                                 |                                                          |                                                          |                                                          |                                                          |

| \| Côte de la Croix Neuve - Montée Laurent Jalabert (km 191,0) 2e catégorie (3,0 km à 10,2 %) \| Côte de la Croix Neuve - Montée Laurent Jalabert (km 191,0) 2e catégorie (3,0 km à 10,2 %) \| Côte de la Croix Neuve - Montée Laurent Jalabert (km 191,0) 2e catégorie (3,0 km à 10,2 %) \| Côte de la Croix Neuve - Montée Laurent Jalabert (km 191,0) 2e catégorie (3,0 km à 10,2 %) \| Côte de la Croix Neuve - Montée Laurent Jalabert (km 191,0) 2e catégorie (3,0 km à 10,2 %) \| \| ------------------------------------------------------------------------------------------ \| ------------------------------------------------------------------------------------------ \| ------------------------------------------------------------------------------------------ \| ------------------------------------------------------------------------------------------ \| ------------------------------------------------------------------------------------------ \| \| \| Coureur \| Pays \| Équipe \| Point(s) \| \| 1er \| Michael Matthews \| Australie \| Team BikeExchange-Jayco \| 5 \| \| 2e \| Alberto Bettiol \| Italie \| EF Education-EasyPost \| 3 \| \| 3e \| Thibaut Pinot \| France \| Groupama-FDJ \| 2 \| \| 4e \| Marc Soler \| Espagne \| UAE Team Emirates \| 1 \| \| modifier \| \| \| \| \| |                  |           |                         |          |
| Côte de la Croix Neuve - Montée Laurent Jalabert (km 191,0) 2e catégorie (3,0 km à 10,2 %) |                  |           |                         |          |
| | Coureur          | Pays      | Équipe                  | Point(s) |
| 1er | Michael Matthews | Australie | Team BikeExchange-Jayco | 5        |
| 2e | Alberto Bettiol  | Italie    | EF Education-EasyPost   | 3        |
| 3e | Thibaut Pinot    | France    | Groupama-FDJ            | 2        |
| 4e | Marc Soler       | Espagne   | UAE Team Emirates       | 1        |
| modifier |                  |           |                         |          |

### Prix de la combativité
- Michael Matthews (Team BikeExchange-Jayco)

## Classements à l'issue de l'étape

### Classement général
| Classement général | Classement général | Classement général | Classement général                 | Classement général |
|                    | Coureur            | Pays               | Équipe                             | Temps              |
| ------------------ | ------------------ | ------------------ | ---------------------------------- | ------------------ |
| 1er                | Jonas Vingegaard   | Danemark           | Jumbo-Visma                        | en 55 h 31 min 1 s |
| 2e                 | Tadej Pogačar      | Slovénie           | UAE Team Emirates                  | + 2 min 22 s       |
| 3e                 | Geraint Thomas     | Grande-Bretagne    | Ineos Grenadiers                   | + 2 min 43 s       |
| 4e                 | Romain Bardet      | France             | Team DSM                           | + 3 min 1 s        |
| 5e                 | Adam Yates         | Grande-Bretagne    | Ineos Grenadiers                   | + 4 min 6 s        |
| 6e                 | Nairo Quintana     | Colombie           | Arkéa-Samsic                       | + 4 min 15 s       |
| 7e                 | Louis Meintjes     | Afrique du Sud     | Intermarché-Wanty-Gobert Matériaux | + 4 min 24 s       |
| 8e                 | David Gaudu        | France             | Groupama-FDJ                       | + 4 min 24 s       |
| 9e                 | Tom Pidcock        | Grande-Bretagne    | Ineos Grenadiers                   | + 8 min 49 s       |
| 10e                | Enric Mas          | Espagne            | Movistar                           | + 9 min 58 s       |
| modifier           |                    |                    |                                    |                    |

| Classement par points | Classement par points | Classement par points | Classement par points   | Classement par points |
| --------------------- | --------------------- | --------------------- | ----------------------- | --------------------- |
|                       | Coureur               | Pays                  | Équipe                  | Point(s)              |
| 1er                   | Wout van Aert         | Belgique              | Jumbo-Visma             | 333 points            |
| 2e                    | Tadej Pogačar         | Slovénie              | UAE Team Emirates       | 164 pts               |
| 3e                    | Fabio Jakobsen        | Pays-Bas              | Quick-Step Alpha Vinyl  | 155 pts               |
| 4e                    | Mads Pedersen         | Danemark              | Trek-Segafredo          | 132 pts               |
| 5e                    | Magnus Cort Nielsen   | Danemark              | EF Education-EasyPost   | 129 pts               |
| 6e                    | Christophe Laporte    | France                | Jumbo-Visma             | 121 pts               |
| 7e                    | Michael Matthews      | Australie             | Team BikeExchange-Jayco | 118 pts               |
| 8e                    | Jasper Philipsen      | Belgique              | Alpecin-Deceuninck      | 116 pts               |
| 9e                    | Jonas Vingegaard      | Danemark              | Jumbo-Visma             | 96 pts                |
| 10e                   | Peter Sagan           | Slovaquie             | TotalEnergies           | 86 pts                |
| modifier              |                       |                       |                         |                       |

| Classement du meilleur grimpeur | Classement du meilleur grimpeur | Classement du meilleur grimpeur | Classement du meilleur grimpeur    | Classement du meilleur grimpeur |
| ------------------------------- | ------------------------------- | ------------------------------- | ---------------------------------- | ------------------------------- |
|                                 | Coureur                         | Pays                            | Équipe                             | Point(s)                        |
| 1er                             | Simon Geschke                   | Allemagne                       | Cofidis                            | 46 points                       |
| 2e                              | Louis Meintjes                  | Afrique du Sud                  | Intermarché-Wanty-Gobert Matériaux | 39 pts                          |
| 3e                              | Neilson Powless                 | États-Unis                      | EF Education-EasyPost              | 37 pts                          |
| 4e                              | Jonas Vingegaard                | Danemark                        | Jumbo-Visma                        | 36 pts                          |
| 5e                              | Giulio Ciccone                  | Italie                          | Trek-Segafredo                     | 35 pts                          |
| 6e                              | Pierre Latour                   | France                          | TotalEnergies                      | 35 pts                          |
| 7e                              | Tom Pidcock                     | Grande-Bretagne                 | Ineos Grenadiers                   | 28 pts                          |
| 8e                              | Anthony Perez                   | France                          | Cofidis                            | 26 pts                          |
| 9e                              | Tadej Pogačar                   | Slovénie                        | UAE Team Emirates                  | 26 pts                          |
| 10e                             | Christopher Froome              | Grande-Bretagne                 | Israel-Premier Tech                | 22 pts                          |
| modifier                        |                                 |                                 |                                    |                                 |

| Classement général du meilleur jeune | Classement général du meilleur jeune | Classement général du meilleur jeune | Classement général du meilleur jeune | Classement général du meilleur jeune |
|                                      | Coureur                              | Pays                                 | Équipe                               | Temps                                |
| ------------------------------------ | ------------------------------------ | ------------------------------------ | ------------------------------------ | ------------------------------------ |
| 1er                                  | Tadej Pogačar                        | Slovénie                             | UAE Team Emirates                    | en 55 h 33 min 23 s                  |
| 2e                                   | Tom Pidcock                          | Grande-Bretagne                      | Ineos Grenadiers                     | + 6 min 27 s                         |
| 3e                                   | Brandon McNulty                      | États-Unis                           | UAE Team Emirates                    | + 57 min 43 s                        |
| 4e                                   | Matteo Jorgenson                     | États-Unis                           | Movistar                             | + 58 min 42 s                        |
| 5e                                   | Andreas Leknessund                   | Norvège                              | Team DSM                             | + 1 h 9 min 57 s                     |
| 6e                                   | Kevin Geniets                        | Luxembourg                           | Groupama-FDJ                         | + 1 h 19 min 5 s                     |
| 7e                                   | Michael Storer                       | Australie                            | Groupama-FDJ                         | + 1 h 19 min 15 s                    |
| 8e                                   | Georg Zimmermann                     | Allemagne                            | Intermarché-Wanty-Gobert Matériaux   | + 1 h 32 min 11 s                    |
| 9e                                   | Fred Wright                          | Grande-Bretagne                      | Bahrain Victorious                   | + 1 h 44 min 35 s                    |
| 10e                                  | Andreas Kron                         | Danemark                             | Lotto-Soudal                         | + 1 h 54 min 32 s                    |
| modifier                             |                                      |                                      |                                      |                                      |

| Classement par équipes | Classement par équipes | Classement par équipes | Classement par équipes |
|                        | Équipe                 | Pays                   | Temps                  |
| ---------------------- | ---------------------- | ---------------------- | ---------------------- |
| 1re                    | Ineos Grenadiers       | Grande-Bretagne        | en 166 h 24 min 21 s   |
| 2e                     | Jumbo-Visma            | Pays-Bas               | + 33 min 53 s          |
| 3e                     | Groupama-FDJ           | France                 | + 39 min 29 s          |
| 4e                     | UAE Team Emirates      | Émirats arabes unis    | + 1 h 3 min 49 s       |
| 5e                     | Bora-Hansgrohe         | Allemagne              | + 1 h 9 min 6 s        |
| 6e                     | Movistar               | Espagne                | + 1 h 43 min 33 s      |
| 7e                     | Bahrain Victorious     | Bahreïn                | + 1 h 58 min 34 s      |
| 8e                     | Arkéa-Samsic           | France                 | + 2 h 9 min 40 s       |
| 9e                     | EF Education-EasyPost  | États-Unis             | + 2 h 10 min 58 s      |
| 10e                    | Team DSM               | Pays-Bas               | + 2 h 24 min 20 s      |
| modifier               |                        |                        |                        |

## Abandons
Aucun abandon.